# Kym Mazelle
Kimberley Grigsby, in arte Kym Mazelle (Gary, 1960), è una cantante statunitense di musica pop / dance / Hi-NRG / soul / R&B / house. È cresciuta nella stessa strada in cui viveva la famiglia Jackson, e conosceva Katherine Jackson, la madre di Michael Jackson, e lo zio di quest'ultimo. Nonostante i natali statunitensi, all'inizio della sua carriera musicale, alla fine degli anni ottanta e all'inizio degli anni ottanta, l'artista ha ottenuto molto più successo in Europa che negli USA, pur venendo generalmente definita come «la diva della house di Chicago».

## Biografia
Dopo essere stata un membro del gruppo dei Soul II Soul, aver raggiunto il Numero 7 con il singolo Wait, in duetto con Dr. Robert dei Blow Monkeys, e aver pubblicato il primo album, Crazy, nel 1989, il suo secondo album, Brilliant!, è uscito negli Stati Uniti per la major Capitol Records, riscuotendo un moderato successo, nel 1990. Probabilmente, oltre al fatto che la citata Wait ha dato inizio al sottogenere house noto come «UK Garage», la Mazelle è per lo più conosciuta per aver interpretato una popolare cover della canzone intitolata Young Hearts Run Free (già rispolverata da Lisa Stansfield nel 1992, in un medley live con uno dei suoi singoli più famosi, Live Together), inserita nella colonna sonora del film di Baz Luhrmann, Romeo + Giulietta di William Shakespeare, del 1996. Kym compare anche in due album dal vivo del sassofonista funky Maceo Parker, Live on Planet Groove e My First Name Is Maceo.
Nel 2005, ha partecipato all'edizione britannica del reality show, Celebrity Fit Club (specie di «Palestra dei VIP»), in cui ha perso circa 7 kg, nel corso del programma, provocando stupore e divertimento tra gli spettatori, a causa del seno piuttosto prosperoso, nonché una gran paura, per uno strappo al polpaccio, causato da un movimento brusco durante un esercizio. Dopo essere guarita, Kym ha subìto un nuovo strappo allo stesso muscolo, tentando di scostarsi da una macchina in corsa che stava per investirla.
Dopo Truly, una collaborazione con Peshay che, nel 2000, ha raggiunto una delle tre posizioni più basse nella classifica britannica da lei mai collezionate in tutta la sua carriera, la cantante è rimasta lontana dalle scene musicali per cinque anni. Poi, sempre nel 2005, ha pubblicato il singolo Love Magic e l'album The Pleasure Is All Mine, il suo terzo long playing di inediti di studio, uscito a 15 anni di distanza dal precedente (Brilliant!) e a 9 dalla sua unica raccolta di successi (The Gold Collection), imbarcandosi anche in un tour che tocca luoghi di villeggiatura in Gran Bretagna.

## Discografia

### Album
- 1989 - Crazy
- 1990 - Brilliant!
- 1996 - The Gold Collection
- 2005 - The Pleasure Is All Mine (Stefano Cecchi Records)

### Singoli
- 1988 - Useless (I Don't Need You Now) (UK numero 53; USA Dance: numero 13)
- 1989 - Wait (con Dr. Robert dei Blow Monkeys) (UK numero 7)
- 1989 - Got to Get You Back (UK numero 29)
- 1989 - Love Strain (UK numero 52)
- 1990 - Was That All It Was (UK numero 33)
- 1990 - Useless (I Don't Need You Now) (Remix) (UK numero 48)
- 1990 - Missing You (con i Soul II Soul) (UK numero 22)
- 1991 - No One Can Love You More Than Me (UK numero 62)
- 1992 - Love Me the Right Way (con i Rapination) (UK numero 22)
- 1994 - No More Tears (Enough Is Enough) (con Jocelyn Brown) (UK numero 13)
- 1994 - Gimme All Your Lovin'  (con Jocelyn Brown) (UK numero 22)
- 1995 - Searching for the Golden Eye (con i Motiv-8) (UK numero 40)
- 1996 - Love Me the Right Way (Remix) (con i Rapination) (UK numero 55)
- 1997 - Young Hearts Run Free (UK numero 20)
- 1999 - A Place in My Heart (USA Dance: numero 46)
- 2000 - Truly (con Peshay) (UK numero 55)
- 2005 - Love Magic